# A Reality Tour (альбом)
A Reality Tour — концертный альбом Дэвида Боуи, выпущенный 25 января 2010 года. Альбом был записан 22 и 23 ноября в Дублине в ходе его концертного тура A Reality Tour. Это аудиоверсия одноимённого концертного видео, за исключением того, что в альбом добавлены три бонус-трека. В доступной для скачивания версии для iTunes содержатся ещё два бонус-трека.

## Список композиций
Все песни написаны Дэвидом Боуи, за исключением отмеченных.

### Диск один
1. «Rebel Rebel» — 3:30
2. «New Killer Star» — 4:59
3. «Reality» — 5:08
4. «Fame» (Дэвид Боуи, Джон Леннон, Карлос Аломар) — 4:12
5. «Cactus» (Блэк Фрэнсис) — 3:01
6. «Sister Midnight» (Дэвид Боуи, Карлос Аломар, Игги Поп) — 4:37
7. «Afraid» — 3:28
8. «All the Young Dudes» — 3:48
9. «Be My Wife» — 3:15
10. «The Loneliest Guy» — 3:58
11. «The Man Who Sold the World» — 4:18
12. «Fantastic Voyage» (Дэвид Боуи, Брайан Ино) — 3:13
13. «Hallo Spaceboy» (Дэвид Боуи, Брайан Ино) — 5:28
14. «Sunday» — 7:56
15. «Under Pressure» (Дэвид Боуи, Фредди Меркьюри, Джон Дикон, Брайан Мэй, Роджер Тейлор) — 4:18
16. «Life on Mars?» — 4:40
17. «Battle for Britain (The Letter)» (Дэвид Боуи, Ривз Гэбрелс, Марк Плати) — 4:55

### Диск два
1. «Ashes to Ashes» — 5:46
2. «The Motel» — 5:44
3. «Loving the Alien» — 5:17
4. «Never Get Old» — 4:18
5. «Changes» — 3:51
6. «I’m Afraid of Americans» (Дэвид Боуи, Брайан Ино) — 5:17
7. «"Heroes"» (Дэвид Боуи, Брайан Ино) — 6:58
8. «Bring Me the Disco King» — 7:56
9. «Slip Away» — 5:56
10. «Heathen (The Rays)» — 6:24
11. «Five Years» — 4:19
12. «Hang on to Yourself» — 2:50
13. «Ziggy Stardust» — 3:44
14. «Fall Dog Bombs the Moon» — 4:11
15. «Breaking Glass» (Дэвид Боуи, Деннис Дэвис, Джордж Мюррей) — 2:27
16. «China Girl» (Дэвид Боуи, Игги Поп) — 4:18

Треки 14-16 не входят в концертное видео.

### Доступные для скачивания бонус-треки (iTunes)
1. «5:15 The Angels Have Gone» — 5:22
2. «Days» — 3:25

## Участники записи
- Дэвид Боуи — вокал, гитара, стилофон, гармоника
- Эрл Слик — гитара
- Джерри Леонард — гитара
- Гейл Энн Дорси — бас, бэк-вокал
- Стерлинг Кэмпбелл — ударные
- Майк Гарсон — клавишные, фортепиано
- Катерина Расселл — клавишные, перкуссия, акустическая гитара, бэк-вокал

## Хит-парады
| Хит-парад (2010)                | Высшая позиция |
| ------------------------------- | -------------- |
| Argentine Albums Chart          | 3              |
| Belgian (Wallonia) Albums Chart | 18             |
| Belgian (Flanders) Albums Chart | 27             |
| Dutch Albums Chart              | 57             |
| French Albums Chart             | 66             |
| Irish Albums Chart              | 33             |
| UK Albums Chart                 | 53             |
| Swiss Albums Chart              | 71             |
| Austrian Albums Chart           | 69             |
| Portuguese Albums Chart         | 24             |
| U.S Billboard Current Albums    | 191            |